# Rechtbank Goes

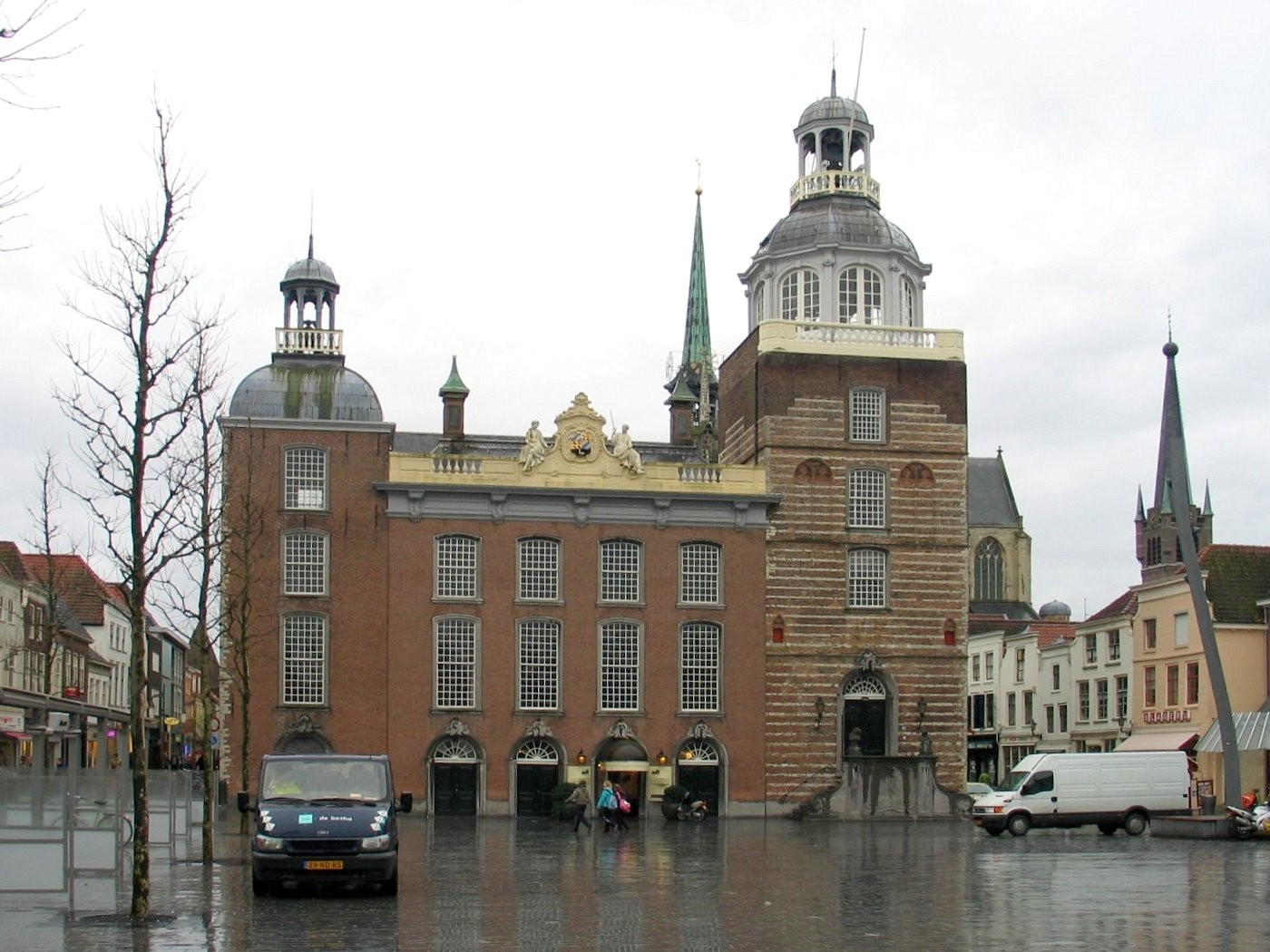
Het stadhuis werd ook gebruikt door de rechtbank

De rechtbank Goes was van 1838 tot 1877 een van de rechtbanken in Nederland. Het rechtsgebied van Goes omvatte Noord- en Zuid-Beveland alsmede het oostelijk deel van Zeeuws-Vlaanderen. Na de opheffing werd het arrondissement in zijn geheel gevoegd  bij het arrondissement Middelburg.

## Arrondissement
Arrondissementen werden in Nederland ingesteld in de Franse tijd. Zeeland werd in 1838 oorspronkelijk verdeeld in drie arrondissementen, naast Goes waren dat Middelburg  en Zierikzee. 
Het arrondissement Goes was onderverdeeld in vijf kantons: Goes, Kortgene, Heinkenszand, Axel en Hulst. De rechtbank heeft tijdens zijn korte bestaan nimmer een eigen gerechtsgebouw gehad, maar maakte gebruik van het stadhuis van Goes.